# مقاطعة سوكومبيوس
سوكومبيوس هي مقاطعة في شمال شرق الإكوادور العاصمة وأكبر مدينة هي نويفا لوجا (ويشار عادة بوصفها لاغو أغريو). وهذه هي خامس أكبر مقاطعة في البلاد، وتبلغ مساحتها 18084 كيلومتر مربع. في عام 2010 بلغ عدد سكانها 176472 نسمة.

## كانتونات
وتنقسم المقاطعة إلى 7 كانتونات :